# Florita
Florita (Mireille en la versión francesa) fue un popular personaje de historieta creado en 1947 por Vicente Roso (Vinaroz, 15 de abril de 1920 – Barcelona, 14 de febrero de 1996) para la revista "El Coyote". Junto a estas historietas sentimentales, Roso también dibujó cuadernos de aventuras como Hazañas de Mac Larry el Temerario y en 1961 se retiró dedicándose a la pintura artística y el portadismo.

## Trayectoria
La popularidad del personaje le llevaría a encabezar su propia revista de historieta, dirigida a un público femenino juvenil, en la que se incluían páginas de diversos autores. 
En 1956, su historieta desapareció de la portada, pasando el año siguiente a ser dibujada en páginas interiores por Ripoll G. y en 1958 por Pérez Fajardo.

## Argumento
Hacia 1953, había perdido completamente su condición original de muchachita traviesa para convertirse en una encarnación de los valores de progreso material y ascenso social de la clase media. Pertenece a una familia de clase alta y disfruta de toda clases de lujos para su época, incluyendo viajes al extranjero y televisión. Son sus amigos Carlota, Susana y Freddy. 

## Valoración
Florita tuvo éxito por su enfoque realista, consiguiendo que el público adolescente se identificase con un personaje moderno en estética y actitudes y que evolucionaba con el paso del tiempo. Aparecía siempre con un modelito nuevo, cuyos patrones se facilitaban también en la revista.